# 黃嘉威
黃嘉威（英語：Wong Ka Wai，1981年3月29日—），籍貫廣東江門市新會區，香港藝人、舞台劇演員及導演。黃曾涉及多宗性侵女童事件，2018年8月涉嫌非禮及製作兒童色情物品被捕。2019年5月，被加控12項罪名，包括非禮、與16歲以下女童非法性交、企圖製作兒童色情物品等。2021年3月5日，黃嘉威於高等法院承認18項控罪，受害人包括4名13至16歲女童。2021年4月，他被法庭判監7年半。

## 簡介
黃嘉威為香港人，早年就讀中華基督教會基覺小學及五旬節林漢光中學。高中時代已開始於各大小場合演唱，大專時代更於酒廊任業餘歌手六年。他本科畢業於香港演藝學院戲劇學院學士學位課程，主修表演。2011年於在港大學專業進修學院獲市場學及品牌管理文憑；2013年於英國赫爾大學（University of Hull）市場學學士榮譽學位畢業。
2007年，黃氏為香港戲劇學院戲劇學院之音樂劇《三便士歌劇》作歌唱指導，同年憑《威尼斯商人》中夏洛克一角獲校內傑出演員獎，並曾獲得成龍獎學金及戲劇學院院長獎學金。2007-2009年期間為亞洲電視藝員，曾拍攝電視劇集包括《靈舍不同》、《十六不搭喜趣來》等，並於《樂壇風雲50年》內任表演嘉賓，及於2008年中國奥運期間任奧運節目《為中國加油》主持。畢業後，黃氏與不同的專業劇團合作，作品包括：TNT production、W創作社、團劇團、中英劇團、焦媛實驗劇團等。翌年7月1日，黄氏與陳健豪、陳冠中、林鎮威成立劇團「騎士創作」，主力創作本地原創故事。 
2013年，黃嘉威在社交網站認一名13歲的未成年女童，他自稱是攝影師及導演相約該女童到荃灣一間時鐘酒店拍攝，期間對女童毛手毛腳，更拍下女童的裸照及口交片段。2013年至2016年間，黃嘉威幾乎每個月都帶該女童到賓館，進行裸照、口交等性侵行為。
2013年，黄氏開始擔任導演工作，作品包括OST劇團《來不及末日說愛你》。2014年，黃氏與黃靖程成立本地藝樂壇組合「Chilling Gum 超齡柑」。同年成立「黃威威工作室」，並在《我愛足球》中飾演中年教練。翌年，黃氏與黃靖程、陳健豪創辦海團劇場。
2016年，黃氏成為第三屆神戲劇場大師班學位獎勵計劃得主。同年7月，開辦高雲教育藝術中心。同年獲邀到寧夏銀川，拍攝記錄回族的生活狀況，並於10月1日「香港同胞慶祝中華人民共和國成立六十七周年文藝晚會」微電影環節中播出。2017年，黃氏憑《仲夏夜之夢》「厚皮」一角獲提名第二十六屆香港舞台劇獎最佳男配角 (喜劇 / 鬧劇)。黃氏也憑《《未成年少女的駕駛課程》「Uncle Peck」一角獲提名第九屆香港小劇場獎)最佳男主角。
2021年3月，黃嘉威承認18項性侵4名13至16歲女童的控罪，於4月9日被法庭判囚七年半。

## 性侵女童事件
2018年8月，黃嘉威被香港警方以涉嫌向16歲以下兒童作出猥褻行為及製造兒童色情物品拘捕，他被指在2013年至2016年間，幾乎每個月都和未成年的女受害人（事發時她只有13至16歲）到賓館，涉為她拍裸照、進行口交及其他性侵行為，警方更懷疑另有數名13至14歲女童受害。黃嘉威申請保釋遭拒絕。
2019年5月21日，控方申請向黃嘉威新增12項控罪，包括非禮、與16歲以下女童非法性交、企圖製作兒童色情物品等罪。黃嘉威合共被控14項罪名，涉及4名16歲以下女童。
2021年3月5日，黃嘉威向法庭承認共18項控罪，當中包括：1項與16歲以下兒童進行非法性交罪、3項非禮罪、7項對16歲以下兒童作出猥褻行為罪、6項製作兒童色情物品罪、1項企圖製作兒童色情物品罪。根據案情，由2014年至2018年，黃嘉威藉詞為韓國網站拍照，先後誘騙4名在網上社交平台認識的13歲至16歲女童拍裸照，其間向她們作出摸胸、摸臀等性侵行為，又曾施用震蛋等性玩具，並要求女童為他口交、手淫，甚至性交。黃嘉威的電腦和手機被發現內藏逾3,000幅淫照和25段影片。（案件編號：HCCC237/2020）
黃嘉威的精神及心理報告指出，他會與學業和工作上的朋友隨意發生性行為，他享受不用負責任的感覺，並從控制女受害人時得滿足感。2021年4月9日，法官指黃嘉威精心部署和策劃犯案，誘騙入世未深的年幼女童，令本應快樂地享受青春期的女童要在創傷陰影下度過，決定判他監禁7年半。

## 舞台演出

### 舞台劇

#### 在校期間(2002-2007)
- 2002年：《鄧麗君傳奇音樂劇 — 但願人長久》(TNT production 製作）
- 2002年：《廢柴》（W創作社 製作）
- 2002年：《一個演員的夢魘》（拉闊劇場 製作）
- 2003年：《錦繡良緣》飾 Fyedka（香港演藝學院製作）
- 2004年：《羅蜜歐與茱麗葉》飾 Father John（香港演藝學院製作）
- 2004年：《孤寒鬼》飾 Valere（香港演藝學院製作）
- 2006年：《哈姆雷特》（首演及重演）飾 雷蒂斯（香港演藝學院製作）

- 2006年：《未成年少女的駕駛課程》飾 Uncle Peck（香港演藝學院製作）
- 2006年：《秋決》（首演及多倫多重演）飾 裴剛（香港演藝學院製作）
- 2006年：《Empty》（W創作社 製作）
- 2007年：《威尼斯商人》（首演及重演）飾 Shylock（香港演藝學院製作）
- 2007年：《帝女花》現場音樂（結他）（香港演藝學院製作）
- 2007年：《瑪莉．史圖亞特》飾 萊斯特（香港演藝學院製作）

#### 2007年
- 2007年8月24-31日：《窺心事》飾 阿Nick（焦媛實驗劇團製作）(共10場)
- 2007年：《風流劍客》飾 畢烈特（中英劇團製作）

#### 2008年
- 2008年：《觸．一瞬》（首演）（騎士創作製作）

#### 2009年
- 2009年：《觸．一瞬》（重演）（騎士創作製作）
- 2009年：《孤寒鬼》（中英劇團製作）
- 2009年：《加班吧！絕地任務！》（首演）飾 Peter（騎士創作製作）
- 2009年8月7-8日：《喝彩》（馬來西亞雲頂首演，馬來西亞云頂娛樂城-國際歌劇院）飾 Leslie（春天舞台製作）(共2場)
- 2009年10月14-25日：《語無「麟」次》（首演）（焦媛實驗劇團製作）(共11場)

#### 2010年
- 2010年1月：《江户無双》飾 柳生三兵衛（騎士創作製作）
- 2010年1月：《一夜情．一夜歌》（團劇團製作）
- 2010年2月16日：多倫多《情迷音樂劇》Hong Kong Musical Moments（春天舞台 製作）
- 2010年3月：《紫．迷．籐》（騎士創作製作）
- 2010年4月8-14日：《喝彩》（七度重演）（盛事基金節目－香港音樂劇展演）飾 Leslie（阿盧制作製作）(共10場)
- 2010年5月：《觸．一瞬》（三度重演）（騎士創作製作）
- 2010年5月：《加班吧！絕地任務！》（重演）（騎士創作製作）
- 2010年5月：《EYT》（春天舞台製作）
- 2010年7月9-10日：《麗花皇宮2010》(荃灣藝術節)（春天舞台製作）(共2場)
- 2010年7月17日：《喝彩》（八度重演）(荃灣藝術節)飾 Leslie（春天舞台製作）(共1場)
- 2010年9月17-18日：《喝彩》（澳門重演，澳門文化中心綜合劇院）飾 Leslie（春天舞台製作）(共2場)
- 2010年9月25日-10月6日：《語無「麟」次》（重演）（焦媛實驗劇團製作）(共6場)
- 2010年10月30日：《喝彩》（溫哥華首演, 列治文加藝劇院）飾 Leslie（春天舞台製作）(共1場)
- 2010年11月5-6, 12-13日：《虎度門》（重演）飾 林導演（春天舞台製作）(共5場)
- 2010年11月7日：《北區秋日藝趣嘉年華暨北區濃情音樂會》（春天舞台 製作）(共1場)

#### 2011年
- 2011年1月20-29日：《我的快樂時代》（首演）飾 Sean（焦媛實驗劇團製作）(共12場)
- 2011年3月28日：《喝彩》（福州首演）飾 Leslie（春天舞台製作）(共2場)
- 2011年3月30日：《喝彩》（珠海首演）飾 Leslie（春天舞台製作）(共2場)
- 2011年3月31日：《喝彩》（深圳首演）飾 Leslie（春天舞台製作）(共2場)
- 2011年4月1日：《喝彩》（廣州首演）飾 Leslie（春天舞台製作）(共2場)
- 2011年4月8日：《喝彩》（佛山首演）飾 Leslie（春天舞台製作）(共2場)
- 2011年5月19-22日：《我的快樂時代》（重演）飾 Sean（創驗劇場製作）(共7場)
- 2011年7月28日-8月14日：《六月新娘》飾 董季方（焦媛實驗劇團製作）(共13場)
- 2011年8月22日：《六月新娘》（深圳首演, 深圳音樂廳）飾 董季方（焦媛實驗劇團製作）(共1場)
- 2011年9月10日：《喝彩》（上海首演，上海東方藝術中心歌劇廳）飾 Leslie（春天舞台製作）(共1場)
- 2011年11月4-5日：《大家樂》（首演）飾 沾哥（春天舞台製作）(共4場)

#### 2012年
- 2012年2月13-15日 ：《大家樂》飾 沾哥（春天舞台製作）(共3場)
- 2012年2月25-26日：《大家樂》（新加坡牛車水首演）（重演）飾 沾哥（春天舞台製作）(共2場)
- 2012年3月30日：《喝彩》（廣州重演, 廣州中山紀念堂）飾 Leslie（春天舞台製作）(共2場)
- 2012年4月1日：《喝彩》（上海重演,上海東方藝術中心）飾 Leslie（春天舞台製作）(共2場)
- 2012年4月2日：《喝彩》（蘇州首演, 蘇州藝術文化中心）飾 Leslie（春天舞台製作）(共2場)
- 2012年6月1日：《大家樂》（澳門首演）飾 沾哥（春天舞台製作）(共1場)
- 2012年6月15日：《六月新娘》（廣州首演, 廣州星海音樂交響樂廳）飾 董季方（焦媛實驗劇團製作）(共1場)
- 2012年6月16日：《六月新娘》（中山首演, 中山市文化藝術中心大劇場）飾 董季方（焦媛實驗劇團製作）(共1場)
- 2012年6月17日：《六月新娘》（湖南首演, 湖南大劇院大劇場）飾 董季方（焦媛實驗劇團製作）(共1場)
- 2012年6月23日：《六月新娘》（上海首演, 上海東方藝術中心歌劇廳）飾 董季方（焦媛實驗劇團製作）(共1場)
- 2012年6月26日：《六月新娘》（徐州首演, 徐州音樂廳）飾 董季方（焦媛實驗劇團製作）(共1場)
- 2012年7月21-31日：《麗花皇宮2012》（春天舞台製作）(共10場)
- 2012年8月10-11日：《大家樂》（新加坡重演, 新加坡嘉龍劇院）飾 沾哥（春天舞台製作）(共2場)
- 2012年8月24-25日：《大家樂》（澳門重演, 澳門文化中心）飾 沾哥（春天舞台製作）(共2場)
- 2012年9月12-18日：《大家樂》（二度重演）飾 沾哥（春天舞台製作）(共8場)
- 2012年9月20日：《六月新娘》（加拿大卡加利首演, 加拿大卡加利大學劇院）飾 董季方（焦媛實驗劇團製作）(共1場)
- 2012年9月23日：《六月新娘》（加拿大溫哥華, 加拿大列治文河石劇院）飾 董季方（焦媛實驗劇團製作）(共1場)
- 2012年11月22-12月1日：《中女解毒II之戀戰中男海》（首演）（焦媛實驗劇團製作）(共8場)

#### 2013年
- 2013年1月16-18日：《喝彩》（馬來西亞吉隆坡首演，Kuala Lumpur Performing Arts Centre (KLpac)）飾 Leslie（春天舞台製作）(共5場)
- 2013年1月19日：《喝彩》（新加坡牛車水首演，Kreta Ayer People’s Theatre）飾 Leslie（春天舞台製作）(共2場)
- 2013年2月21-27日：《Mr. o靚模》（焦媛實驗劇團製作）(共10場)
- 2013年3月1-3日：《我的快樂時代》（重演）飾 Sean（焦媛實驗劇團製作）(共6場)
- 2013年5月：《山水又相逢》（春天舞台製作）
- 2013年5月：《思纏酒後…》飾 Jack（Wild Feast Stage Art製作）
- 2013年5月31日-6月1日：《喝采》（第二十四屆澳門藝術節，何黎婉華庇道演藝劇院）飾 Leslie（春天舞台、澳門戲劇農莊製作）
- 2013年7月11-14日：《中女解毒II之戀戰中男海》（重演）（焦媛實驗劇團製作）(共6場)
- 2013年10月：《旭日》飾 關景良（香港中山文化節）（春天舞台製作）

#### 2014年
- 2014年1月4日：《賀年音樂劇大家樂》（重演）飾 沾哥（春天舞台製作）(共1場)
- 2014年2月14-15, 21-22日：《神勇女殺手決戰霹靂黑玫瑰》飾 李奇/棉叔（春天舞台製作）(共4場)
- 2014年3月27-30日：《馬克白夫人》飾 鄧肯、幽靈（焦媛實驗劇團製作）(共6場)
- 2014年4月12日：《大家樂》飾 沾哥（馬來西亞首演, Megastar Arena）（春天舞台製作）(共2場)
- 2014年5月28-6月1日：《語無倫次》（重演）（焦媛實驗劇團製作）(共6場)
- 2014年6月6-8日：《喝彩》飾 Leslie（九度重演）（春天舞台製作）(共4場)
- 2014年7月：《我愛足球》飾 黃志輝（騎士創作製作）
- 2014年7月：《語無倫次》（馬來西亞首演）（焦媛實驗劇團製作）
- 2014年7月：《螺絲小姐》（預演）飾 白總監（Theatre Noir Foundation製作）
- 2014年10月24-26日：《輝煌》飾 黃沾士（春天舞台製作）(共4場)
- 2014年11月：《螺絲小姐》飾 白總監（Theatre Noir Foundation製作）
- 2014年11月：《老厝(CASA da LUA》（馬來西亞）飾 韓三平（古代）、庄杰聖（現代）（E House Theatre & Production製作）
- 2014年12月：《捉迷藏》飾 張sir (黃嘉威、陳健豪、黃靖程聯合製作)(共5場)

#### 2015年
- 2015年1月：《a cappella-la-la無伴奏聲聲聲交響樂》之《欢天喜地》飾 Andy（一舖清唱製作）(共2場)
- 2015年2月17日：《大家樂》(第十度公演)飾 沾哥（屯門民政事務處主辦，春天實驗劇團製作）(共1場)
- 2015年3月19-21, 26-28日`：《高帽奇緣》飾 夏歷勤（焦媛實驗劇團製作）(共9場)
- 2015年4月10-12日：《喝彩》飾 Leslie（馬來西亞檳城首演，檳城表演藝術中心壹號劇場）（春天舞台製作）(共4場)
- 2015年4月13日：《喝彩》飾 Leslie（馬來西亞曼絨首演，曼绒帝苑酒店宴会厅）（春天舞台製作）(共1場)
- 2015年4月15日：《喝彩》飾 Leslie（馬來西亞怡保首演，怡保帝苑酒店宴会厅）（春天舞台製作）(共1場)
- 2015年4月17-19日：《喝彩》飾 Leslie（馬來西亞吉隆坡重演，KL Shantanand Auditorium）（春天舞台製作）(共4場)
- 2015年5月15-17日：《輝煌》（重演）飾 黃沾士（春天舞台製作）(共3場)
- 2015年5月23日：《輝煌》（吉隆坡首演）飾 黃沾士（春天舞台製作）(共1場)
- 2015年5月28-31日：《捉迷藏》（重演）飾 張sir (黃嘉威、陳健豪、黃靖程聯合製作)(共6場)
- 2015年6月5-7, 12-14日： 大型環境劇場《娘惹娘儿》（馬來西亞馬六甲, Hatten Hotel 首演）飾 張民 （Hatten Group 及 E House Theatre & Production 聯合製作）(共12場)
- 2015年8月21-22日：《高帽奇緣》（重演）飾 夏歷勤（春天舞台製作）(共3場)
- 2015年9月18-20日：「劇場‧再遇」系列 Metro-HoliK Studio《康橋的告別式》（重演）(共4場)
- 2015年9月29-30日：《喝彩》飾 Leslie（順德首演，順德藝術中心大劇院）（春天舞台製作）(共2場)
- 2015年11月：《輝煌》（上海首演）飾 黃沾士（春天舞台製作）
- 2015年10月31日-11月1日：《金鎖記》 飾 童世舫（無錫劇院）（焦媛實驗劇團製作）(共2場)
- 2015年11月7-8日：《金鎖記》 飾 童世舫（上海大劇院）（焦媛實驗劇團製作）(共3場)
- 2015年11月13-14日：《金鎖記》 飾 童世舫（北京大學百周年紀念講堂）（焦媛實驗劇團製作）(共2場)
- 2015年11月27-28日：《金鎖記》 飾 童世舫（湖南大劇院）（焦媛實驗劇團製作）(共2場)
- 2015年12月3-5日：《百媚千嬌》（春天舞台製作）
- 2015年12月11-12日：《金鎖記》 飾 童世舫（廣州黃花崗劇院）（焦媛實驗劇團製作）(共2場)
- 2015年12月25-27日：《抱歉，我正忙著失戀》 飾 Bobby（7A戲劇班製作）(共6場)

#### 2016年
- 2016年2月26-28日：《喜氣洋洋》飾 易建基（二撇雞）（春天舞台製作）(共4場)
- 2016年3月16-19日：《遺忘了的撲滿》 飾 陳俊軒（海團劇場製作）(共5場)
- 2016年3月31日-4月1日：《喝彩》（福州重演，福建大劇院）飾 Leslie（春天舞台製作）(共2場)
- 2016年4月21-24日：《未成年少女的駕駛課程》 飾 Uncle Peck（顛覆盒子製作）(共6場)
- 2016年8月5-7日：《南海十三郎》飾 五人組、錦棠（廣州）（春天舞台製作）（共3場）
- 2016年8月26日-27日：《喝彩》音樂劇十周年（十度重演）飾 Leslie（春天舞台製作）(共3場)
- 2016年9月2日-4日：《仲夏夜之夢》飾 厚皮(Bottom)（演戲家族製作）(共5場)
- 2016年9月30日-10月1日：《喝彩》（澳門重演）飾 Leslie（春天舞台製作）(共2場)
- 2016年11月3-6日：《偶然 - 徐志摩》 飾 翁瑞午（進取演藝製作有限公司製作）(共6場)
- 2016年11月26-27日：《馬克白夫人》(「江蘇戲劇雙城展演」，揚州首演，揚州青麥坊「老樹劇場」)（焦媛實驗劇團製作）(共2場)
- 2016年12月1日：《馬克白夫人》飾 鄧肯、幽靈 (廣州首演，廣州演藝中心)（焦媛實驗劇團製作）(共1場)
- 2016年12月3-4日：《馬克白夫人》飾 鄧肯、幽靈 (馬來西亞吉隆坡首演，吉隆坡KL Pac)（焦媛實驗劇團製作）(共2場)
- 2016年12月9-11日：《仙樂飄飄處處聞》（廣東話版）飾 Captain（春天舞台製作）(共4場)

#### 2017年
- 2017年3月3-4日：《金鎖記》 飾 童世舫（廣州大劇院）（焦媛實驗劇團製作）(共2場)
- 2017年3月8日：《金鎖記》 飾 童世舫（珠海華發中演大劇院）（焦媛實驗劇團製作）(共1場)
- 2017年3月18-19日：《金鎖記》 飾 童世舫（天津大劇院）（焦媛實驗劇團製作）(共2場)
- 2017年3月24-25日：《金鎖記》 飾 童世舫（哈爾濱大劇院）（焦媛實驗劇團製作）(共2場)
- 2017年3月31日-4月1日：《金鎖記》 飾 童世舫（新加坡Esplanade Theatre）（焦媛實驗劇團製作）(共3場)
- 2017年4月20日：《金鎖記》 飾 童世舫（蘇州藝術中心大劇院）（焦媛實驗劇團製作）(共1場)
- 2017年4月22-23日：《金鎖記》 飾 童世舫（上海大劇院）（焦媛實驗劇團製作）(共3場)
- 2017年4月28-29日：《金鎖記》 飾 童世舫（深圳南山文體中心）（焦媛實驗劇團製作）(共2場)
- 2017年5月3日：《金鎖記》 飾 童世舫（海南省歌舞劇院）（焦媛實驗劇團製作）(共1場)
- 2017年5月6日：《金鎖記》 飾 童世舫（廈門滄江劇院）（焦媛實驗劇團製作）(共1場)
- 2017年5月7日：《金鎖記》 飾 童世舫（福州大劇院）（焦媛實驗劇團製作）(共1場)
- 2017年6月23-24日：《金鎖記》 飾 童世舫（北京天橋中劇場）（焦媛實驗劇團製作）(共2場)
- 2017年6月29日：《金鎖記》 飾 童世舫（無錫人民大會堂）（焦媛實驗劇團製作）(共1場)
- 2017年6月30日：《金鎖記》 飾 童世舫（南京文化藝術中心）（焦媛實驗劇團製作）(共1場)
- 2017年7月2日：《金鎖記》 飾 童世舫（杭州劇院）（焦媛實驗劇團製作）(共1場)
- 2017年7月5-6日：《金鎖記》 飾 童世舫（成都西禪劇院）（焦媛實驗劇團製作）(共2場)
- 2017年7月8日：《金鎖記》 飾 童世舫（重慶人民大廈）（焦媛實驗劇團製作）(共1場)
- 2017年8月18-20日：《仲夏夜之夢》(重演) 飾 厚皮(Bottom)（演戲家族製作）(共5場)
- 2017年9月22-23日：《偶然 - 徐志摩》 飾 翁瑞午（廣州大劇院）（小馬工作室製作）(共2場)
- 2017年10月27-28日：《偶然 - 徐志摩》 飾 翁瑞午（上海東方藝術中心歌劇院）（小馬工作室製作）(共3場)
- 2017年11月4日：《偶然 - 徐志摩》 飾 翁瑞午（廈門閩南大戲院）（小馬工作室製作）(共1場)
- 2017年11月23-26日：「劇場‧再遇」系列：《失戀，我們分手吧！》（7A 班戲劇組）(共5場)
- 2017年12月15-24日：《一水南天》 飾 鄭九鼎（演戲家族製作）(共7場)

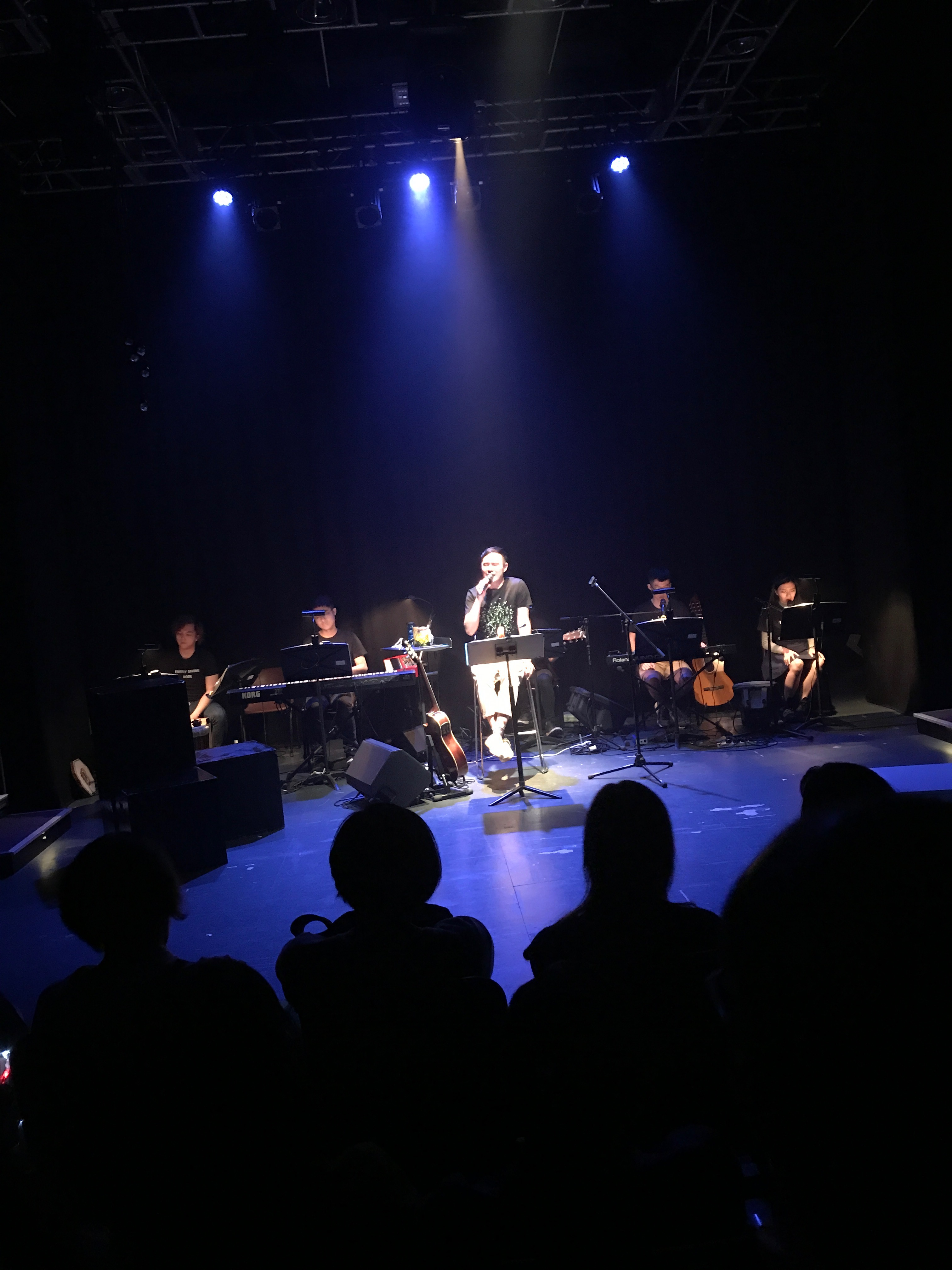
Wong Ka Wai's concert in 2017

### 演唱會
- 2010年3月：《Wai Wai X Loli Music Live Show》（Backstage）(共1場)
- 2010年8月：《Awakening》（Backstage）(共1場)
- 2011年8月：《815 I am Who I am》（焦媛實驗劇團製作）(共1場)
- 2012年1月10-11日：《Threedom音樂劇導賞演唱會》（焦媛實驗劇團製作）(共2場)
- 2012年11月：《Fool Around till Sunset》（Backstage）(共1場)
- 2013年4月：《WWW Way Back to My Memories》（Backstage）(共1場)
- 2013年6月：《WWW Way Back to My Memories - Part 2》（Backstage）(共1場)
- 2016年1月28-31日：《熱烈地彈琴熱烈地唱》音樂會（海團劇場）(共4場)
- 2017年5月19-20日：《WWW Way Back to My Memories - Part 3 "Time Traveller"》（一舊飯團）(共2場)
- 2017年9月29日：《Happy Birthday To You 今晚預我》Music Party（海團劇場）(共1場)

## 導演作品(舞台劇)
2013年
- 2013年1月5-6日：《來不及末日說愛你》（想出軌劇場製作）(共3場)

2014年
- 2014年6月4日：《茶山的愛》（廣州正信慈愛協會製作）(共1場)
- 2014年9月27-28日：《不能愛你的幸福》（想出軌劇場製作）(共4場)

2015年
- 2015年8月28-30日：《香江歲月情》（思定劇社製作）(共5場)
- 2015年10月30日：《抗日戰爭勝利70周年歷史舞台劇》（廣州正信慈愛協會製作）(共1場)

2016年
- 2016年11月3-6日：《偶然 - 徐志摩》 (聯合導演)（進取演藝製作有限公司製作）(共6場)

2017年
- 2017年5月26-28日：《我們很快樂》(五度公演) (聯合導演)（一舊飯團）(共4場)
- 2017年7月28-30日：《香江歲月情》（重演）（思定劇社製作）(共5場)
- 2017年9月22-23日：《偶然 - 徐志摩》 (執行導演)（廣州大劇院）（小馬工作室製作）(共2場)
- 2017年10月21日：《茶山的愛》（重演）（廣州正信慈愛協會製作）(共1場)
- 2017年10月27-28日：《偶然 - 徐志摩》 (執行導演)（上海東方藝術中心歌劇院）（小馬工作室製作）(共3場)
- 2017年11月4日：《偶然 - 徐志摩》 (執行導演)（廈門閩南大戲院）（小馬工作室製作）(共1場)

2018年
- 2018年2月9-11日：《Beyond 日記之海闊天空》 (導演 / 聯合監製)（春天實驗劇團製作）(共4場)

## 校園製作
- 2016年7月5日：《讓夢想飛翔聯校才藝表演晚會2016》（香港小童群益會、香港知專設計學院合辦；健康校園計劃、禁毒基金贊助）(共1場)
- 2017年7月7日：《健康校園計劃<健康人生嘉許禮> 2015-2017》（禁毒基金贊助；信義會統籌；小童群益會、童軍知友社、東華三院、青少年服務處合辦）(共1場)
- 2018年1月4日：《五育中學四十周年校慶音樂劇 <五育達人>》(共1場)

## 導演作品(微電影)
- 2016年10月：《吆騾子》（「香港同胞慶祝中華人民共和國成立六十七周年文藝晚會」微電影環節中播出）

## 其他演出作品

### 演唱作品
- 2016年2月：《情人節精選！"婚姻手記"A cappella - Chilling Gum 超齡柑 (feat. 劉兆康@一舖清唱)》

### 微電影
- 2013年︰  延續希望 • 微電影比賽2013
- 2014年: 《缺了爱。继續》

### 電 影
- 2015年︰《媽咪俠》

### 電視劇
- 2007年：《靈舍不同》(亞洲電視)
- 2008年：《十六不搭喜趣來》 飾 陳易進 (亞洲電視)
- 2008年：《火蝴蝶》 飾 方明亮 (亞洲電視)
- 2016年11月20日： 《獅子山下2016》 第八集﹕懸浮粒子 飾 Ken (香港電台)

### 節目主持
- 2007年：《激‧遊》 (亞洲電視)
- 2007年：《2008北京奧運》 (亞洲電視)

## 演技工作坊
- 2015年："情關難過年年過"workshop
- 2016年："演員能量原點"workshop
- 2017年1月："各家一級演員"workshop
- 2017年4月："各家一級演員" workshop STAGE 2

## 外部連結
- 黃嘉威的新浪微博
- 黃嘉威在香港影庫上的簡介